# Divisió entre zero

La funció f(x) = 1/x. Quan x s'apropa a zero per la dreta, f(x) s'apropa a l'infinit.

Una divisió s'anomena divisió entre zero quan el divisor és el nombre zero. Aquestes divisions es denoten a / 0 en la notació habitual, on a és el dividend. La qüestió de si aquesta expressió matemàtica rep un valor ben definit depèn del context concret. En l'aritmètica teòrica dels nombres reals la divisió entre zero no té sentit, i el seu ús acostuma a portar a paradoxes mentre que a les aplicacions matemàtiques, per exemple a l'enginyeria, s'aproxima que un nombre qualsevol dividit entre zero té el valor "infinit", ∞. El fet de poder-li donar un valor concret (l'infinit) permet resoldre un gran nombre de problemes que altrament es quedarien sense solució per haver quedat estancats, sense sentit i com a no-resolubles, en algun pas intermedi. Aquest valor té sentit físic quan es dona a variables corresponents a magnituds físiques a l'enginyeria.
En informàtica, la divisió entera entre zero pot causar la interrupció d'un programa i generalment el seu resultat és el codi NaN (No Numèric, de l'anglès: Not a Number).

## Indefinició de la divisió per zero i diferència amb una indeterminació

### En anàlisi matemàtica
Des del punt de vista de l'anàlisi matemàtica, la indefinició d'una divisió per zero pot solucionar-se mitjançant el concepte de límit. Suposem que tenim l'expressió:
{\displaystyle f(x)={n \over x}}
on n és un nombre natural (diferent de zero). Llavors, per calcular el valor de f(0), es pot utilitzar una aproximació del límit, per la dreta:
{\displaystyle f(0)\simeq \lim _{x\to 0^{+}}{n \over x}=+\infty }
o per l'esquerra:
{\displaystyle f(0)\simeq \lim _{x\to 0^{-}}{n \over x}=-\infty }
Quan el valor de x «tendeix» a zero, n/x assoleix un valor immensament gran (positiu o negatiu).
Es pot expressar dient: quan x «tendeix» a zero, n/x s'«aproxima» a infinit:
{\displaystyle f(0)={n \over 0}\simeq \infty }
Però encara que aparentment és acceptable en la pràctica, aquesta solució pot generar paradoxes matemàtiques, conegudes com a diferents infinits. Alguns intents en anàlisi matemàtica per definir formalment la divisió per zero son las extensions a la recta dels reals i l'esfera de Riemann (utilitzada en la projecció estereogràfica).
L'expressió {\displaystyle {\frac {n}{0}}} és una indefinició. Però quan n = 0, obtenim l'expressió {\displaystyle {\frac {0}{0}}} que és una indeterminació.